# Mercedes-Benz Arena (Xangai)
A Mercedes-Benz Arena, anteriormente conhecida como Shanghai World Expo Cultural Center, é uma arena coberta situada no distrito de Pudong, em Xangai, China. É de propriedade, e operada por, duas companhias conjuntas AEG-OPG.
O local acomoda 18.000 pessoas e possui um local menor, o The Mixing Room & Muse, que é um local de música ao vivo mais íntimo, com capacidade de 800 lugares.
A arena sediou a cerimônia de abertura da Expo 2010, durante a qual foi conhecida como Expo Cultural Center. Em março de 2016, a arena sediou um torneio de jogo profissional  do jogo de videogame Dota 2, conhecido como o Shanghai Major 2016.
A arena é patrocinada, em um acordo de dez anos, pela Mercedes-Benz, e foi renomeada oficialmente como Mercedes-Benz Arena em 15 de de 2011.